# Maria Espeus
Maria Espeus (Borås, Suecia, 1949) es una fotógrafa de origen sueco y afincada en Barcelona desde 1977. En 2017, fue galardonada con el Premio Nacional de Cultura de Cataluña otorgado por el Consejo Nacional de la Cultura y de las Artes (CoNCA).

## Trayectoria
Se inició en la fotografía con diez años, gracias a un tío que la practicaba de forma amateur, y con veinte años se mudó a París para trabajar como fotógrafa de moda. Se especializó en el retrato con un enfoque sencillo y sobrio. En 1977, se estableció en Barcelona y estuvo involucrado en entornos culturales, artísticos y fotográficos. Participó en diversas iniciativas y exposiciones, tanto individuales como colectivas. Residió durante más de treinta años en El Raval, donde tuvo su estudio y publicó un libro en gran formato titulado El otro, centrado en el barrio y sus habitantes. Las fotografías fueron exhibidas en la Fundación Setba de la Plaza Real.
Espeus ha sido fotoperiodista y fotógrafa publicitaria. Sus imágenes se han utilizado en muchos hoteles de Barcelona y otras ciudades del mundo. Sus trabajos profesionales nunca han dejado de lado su vertiente creativa, también muy presente en su obra: Entre las diversas exposiciones realizadas se encuentra la serie de fotografías De l'ombra a la llum, incluida en la muestra Una mirada, además de la serie dedicada a Cuba y la serie De Rerum Natura, realizada a partir de pequeños elementos del Museu de Botànica de Barcelona.
La exposición Hola! Barcelona que tuvo lugar en 1982 en el Instituto de Estudios Norteamericanos, formó parte de la Primavera Fotográfica y reunió 165 retratos de los rostros más populares del ámbito de la cultura de la ciudad. Personas conocidas socialmente o en los ámbitos del diseño, dibujo, editorial, periodismo, cine, moda, música y gastronomía. Configuraban la generación que fue sucesora de la llamada gauche divine, o generación bocaccio, fotografiada por Colita. Esta muestra se expuso de nuevo íntegramente en la coctelería barcelonesa Dry Martini en 2024.
Otra serie de fotografías destacada es la que encargó la Fundación Setba para hacer público el maltrato sufrido por muchas mujeres, con fotografías de víctimas. En esta serie, Espeus combina los rostros de aquellas personas que accedieron a mostrarse sin complejos y muestra de espaldas a quienes prefirieron evitar esta exposición.

## Reconocimientos
Maria Espeus fue la fotógrafa oficial de las ceremonias de apertura y clausura de los Juegos Olímpicos de 1992 en Barcelona. En 2017, fue galardonada con el Premio Nacional de Cultura de Cataluña otorgado por el Consejo Nacional de la Cultura y de las Artes (CoNCA).

## Obra
- 2007 – El otro: El Raval (Barcelona). Nova Era Publications, S.L. ISBN 978-8461185344.[9]
- 2013 – Fin'amor: (a la llum de la tarda i altres "dir amor"). Con Jordi Carrió i Figuerola, poesia; Maria Espeus, fotografía; textos de Vinyet Panyella y Jordi Llavina. Editorial Curbet. ISBN 978-84-941877-2-8.